# Waldemar Victorino
Pour les articles homonymes, voir Victorino.
Waldemar Barreto Victorino (né le 22 mai 1952 à Montevideo en Uruguay et mort dans la même ville le 29 août 2023) est un joueur de football international uruguayen.

## Palmarès

### Club
- Nacional
  - Primera División Uruguaya : 1980
  - Copa Libertadores : 1980
  - Coupe intercontinentale : 1980

### Sélection
- Uruguay
  - Mundialito : 1980